# 덴카 빅 스완 스타디움
덴카 빅 스완 스타디움(일본어: デンカビッグスワンスタジアム 덴카 빗구 스완 스타지아무[*])은 일본 니가타현 니가타시 주오구 도리야노가타 공원, 니가타현 스포츠 공원 내에 소재하는 종합 경기장으로, 42,300명을 수용할 수 있다. 1996년에 공사를 시작해 2001년에 개장하였다. 2002년 FIFA 월드컵 대회가 열린 경기장이며 알비렉스 니가타의 홈 구장으로 사용되고 있다.
2007년 2월 1일부터 맺은 도호쿠 전력과의 경기장 명명권 계약에 따라 도호쿠 전력 빅 스완 스타디움(일본어: 東北電力ビッグスワンスタジアム 도호쿠 덴료쿠 빗구 스완 스타지아무[*])이라는 명칭을 사용했으며 [[2014년 1월 1일부터 맺은 덴카와의 경기장 명명권 계약에 따라 덴카 빅 스완 스타디움(일본어: デンカビッグスワンスタジアム 덴카 빗구 스완 스타지아무[*])이라는 이름을 사용하고 있다.

## 갤러리

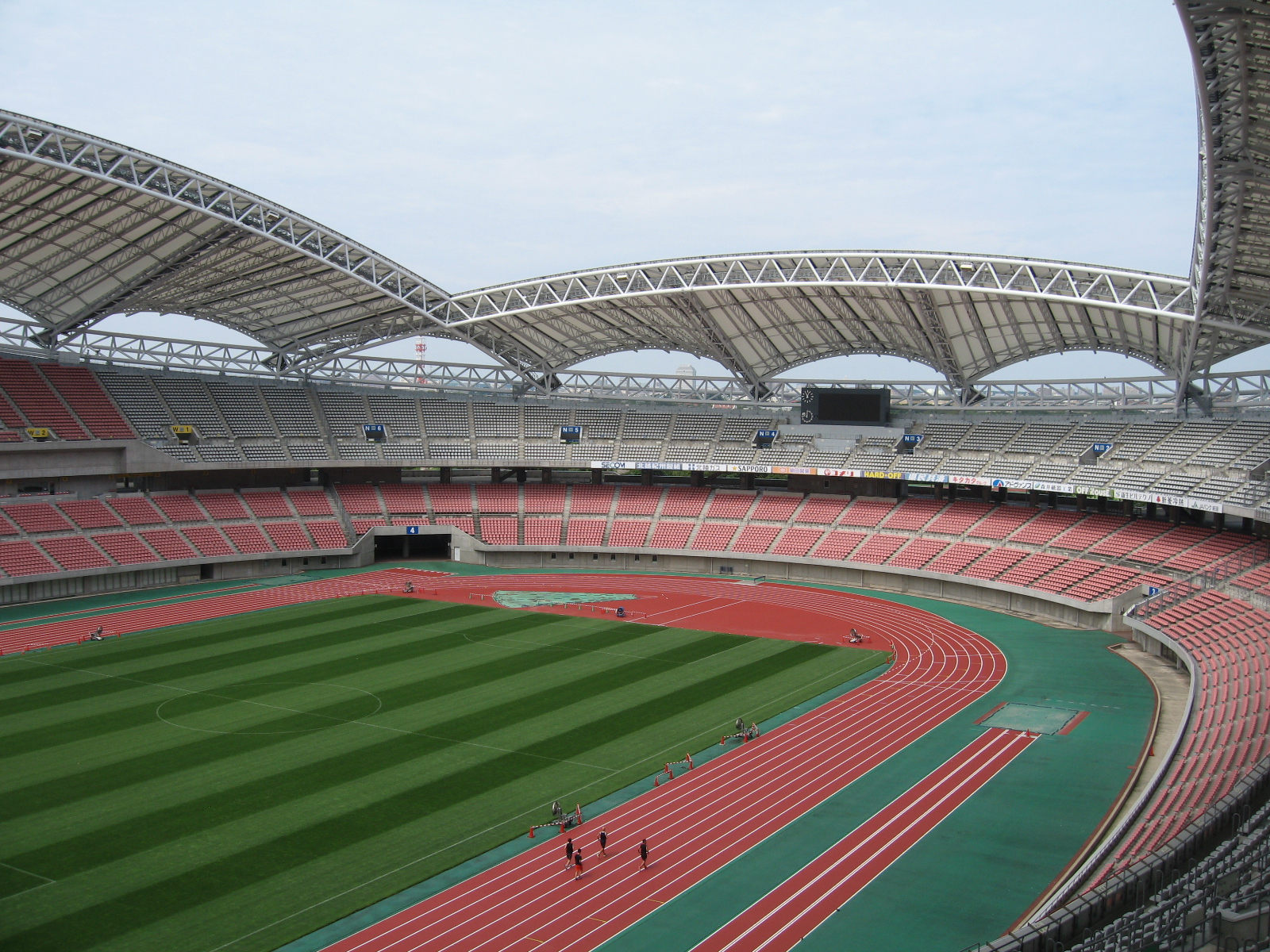
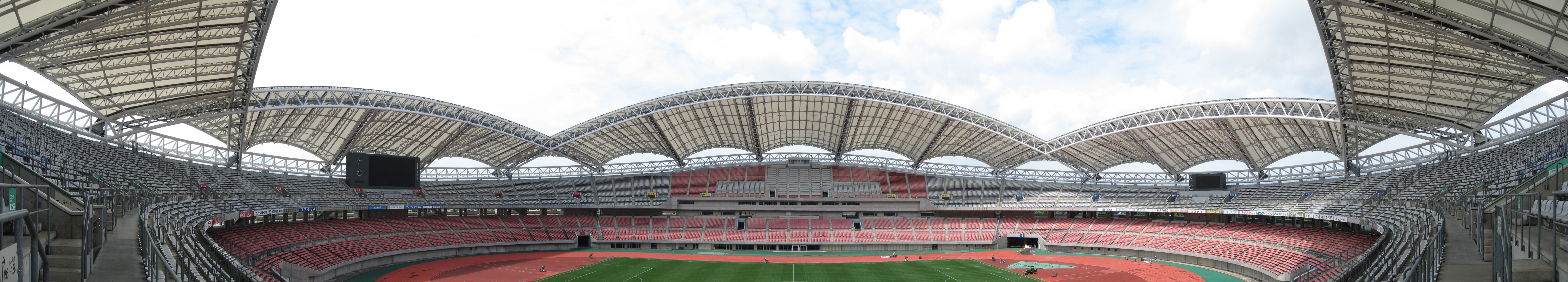
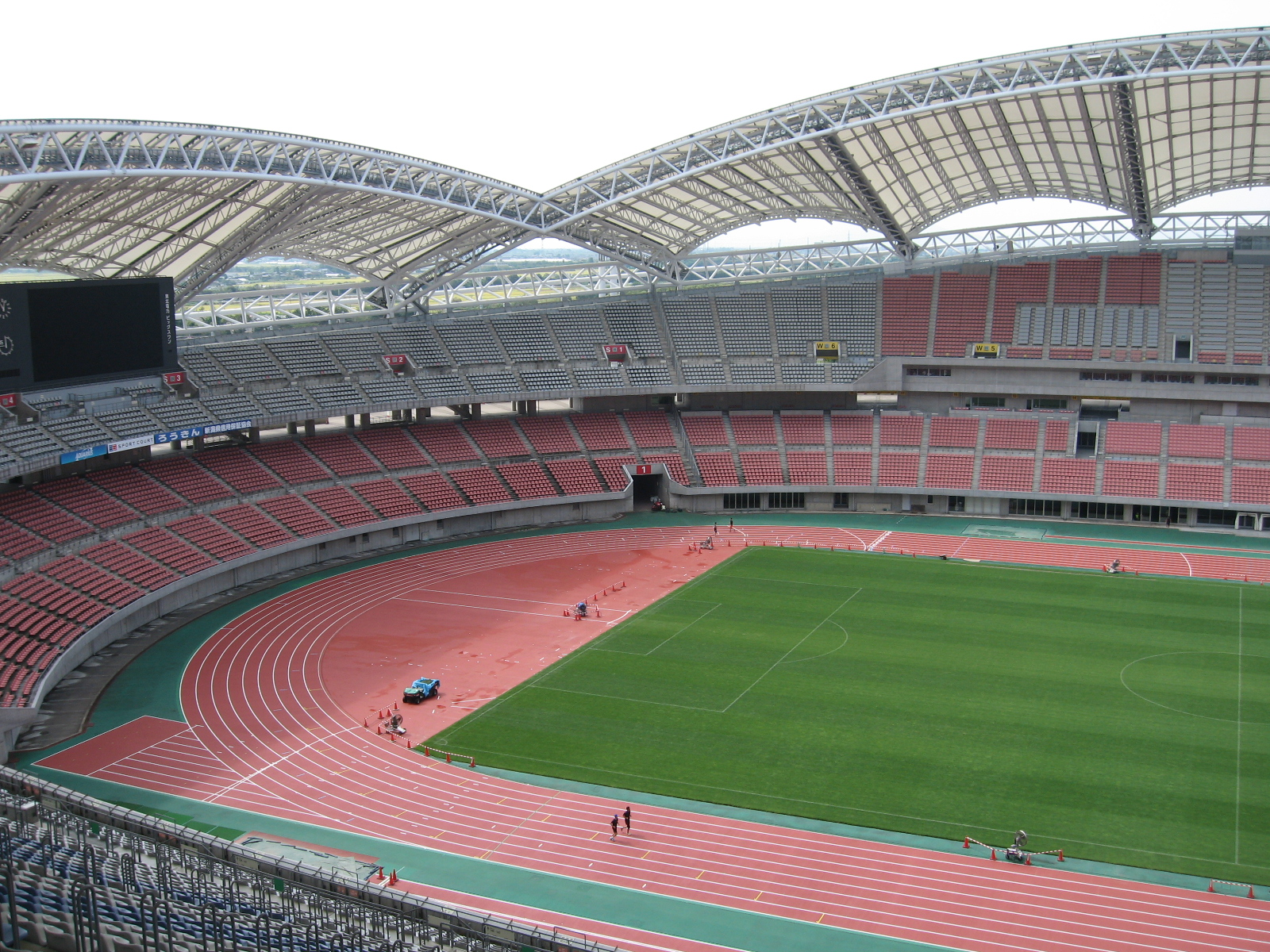
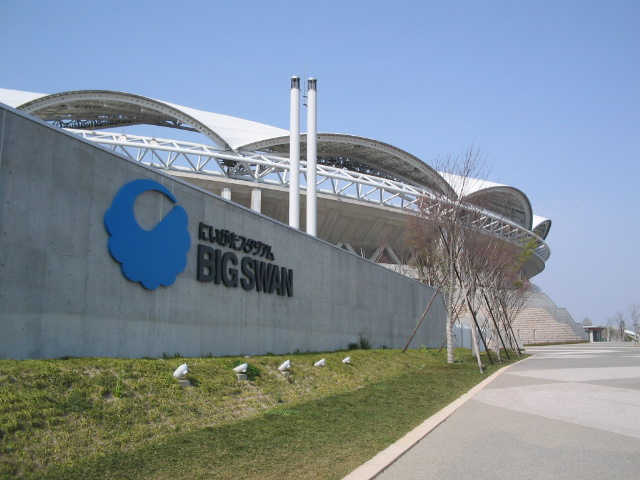
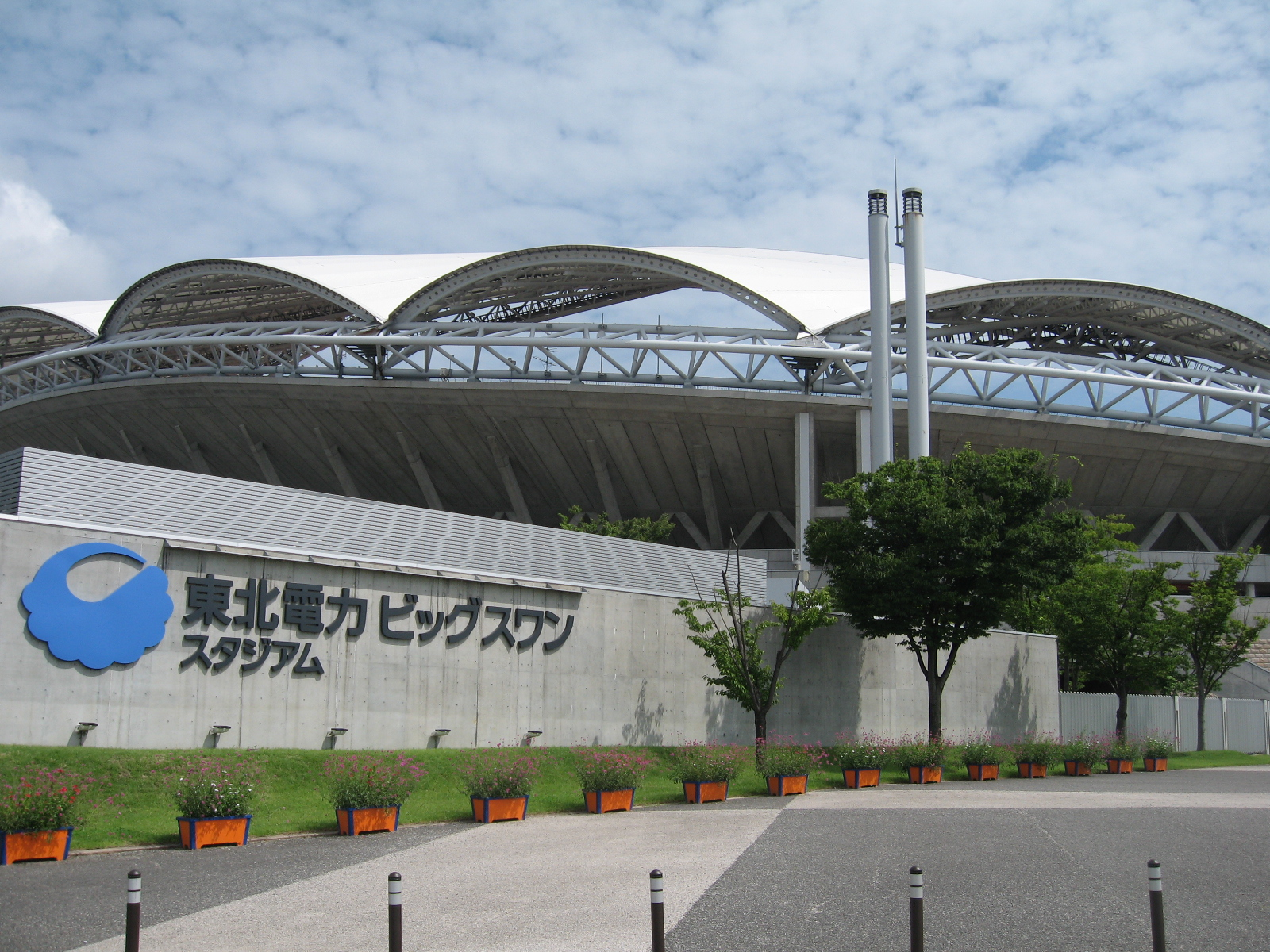
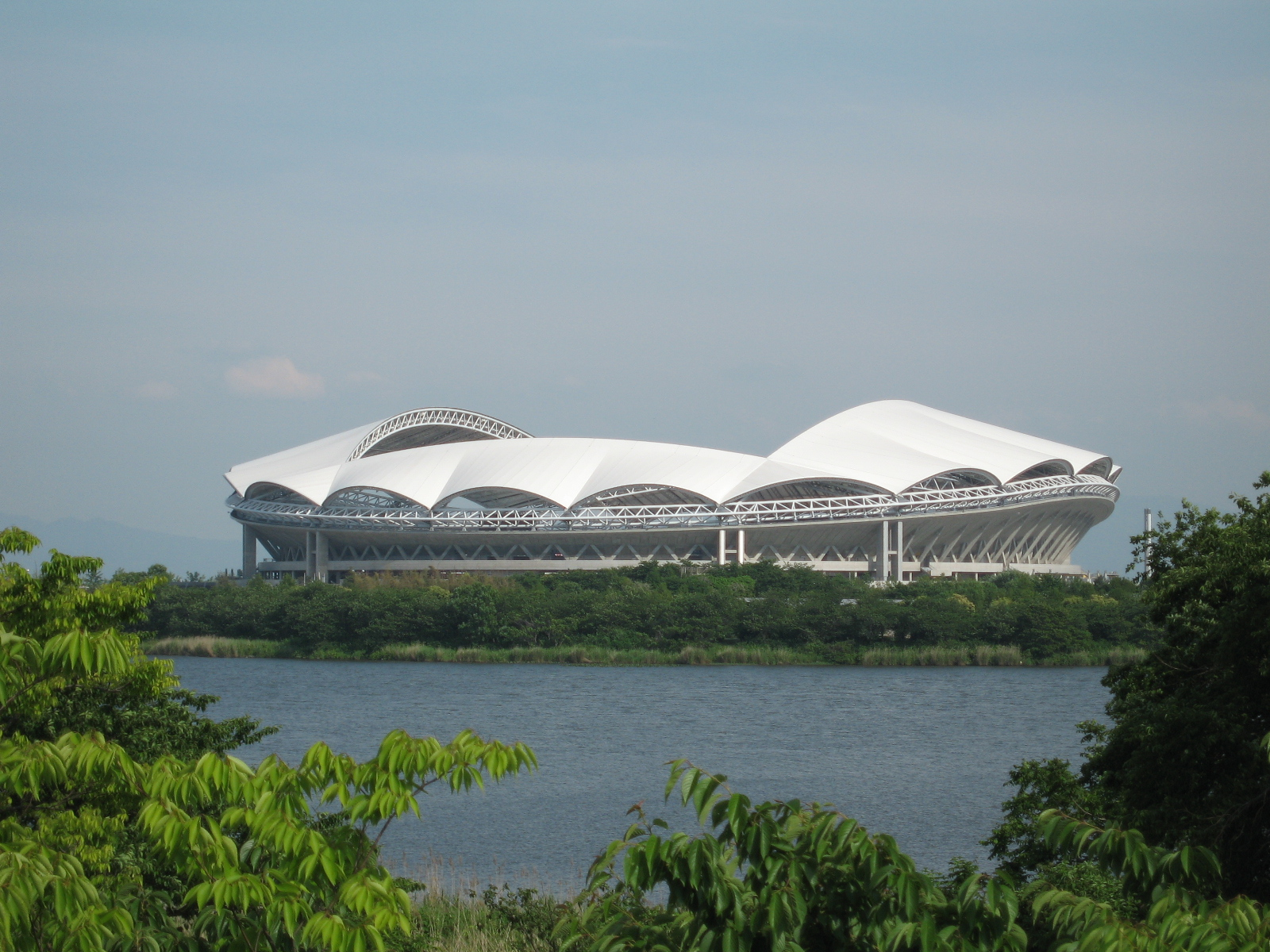
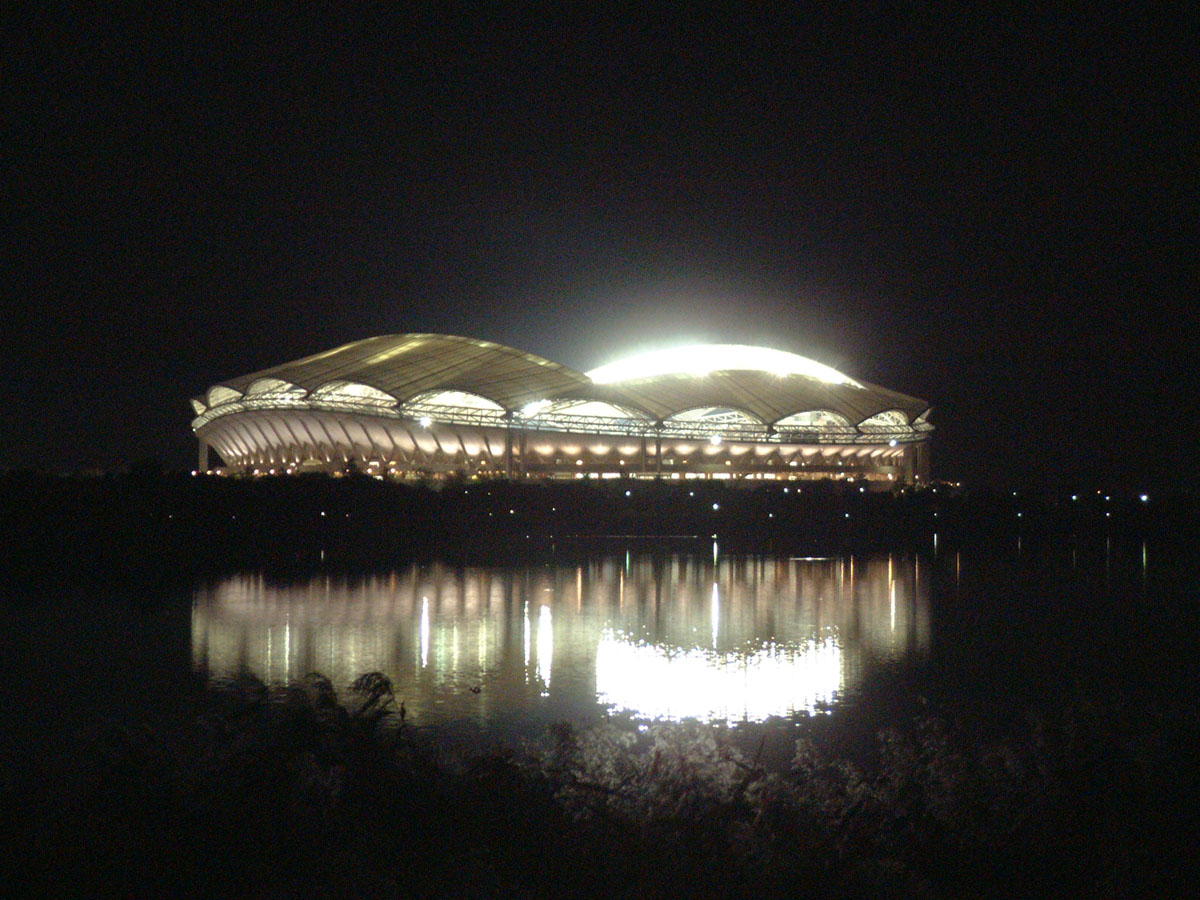
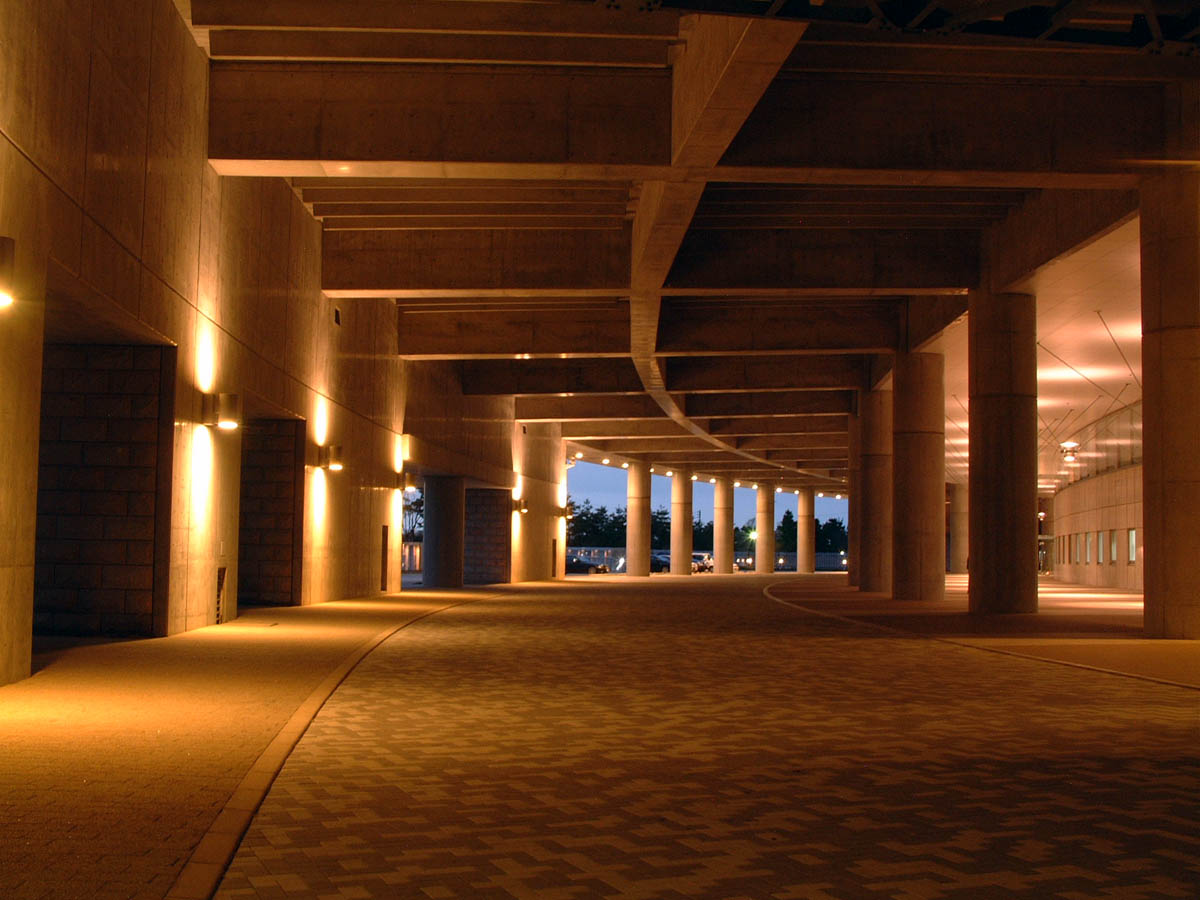
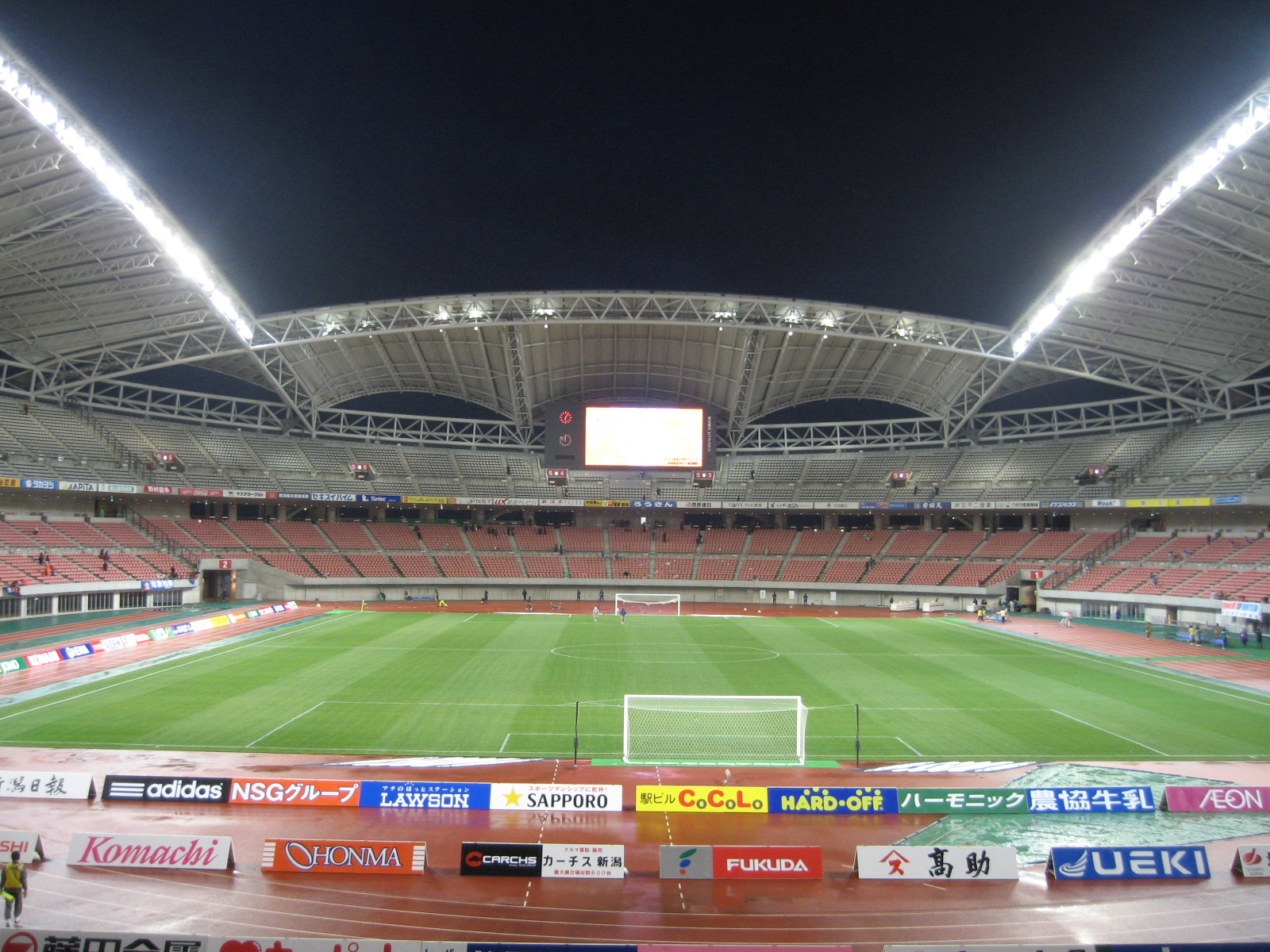

## 기록

### 2001 FIFA 컨페더레이션스컵
| 날짜            | 팀 1   | 스코어 | 팀 2   | 라운드 |
| --------------- | ------ | ------ | ------ | ------ |
| 2001년 5월 31일 | 일본   | 3 - 0  | 캐나다 | B조    |
| 2001년 6월 2일  | 카메룬 | 0 - 2  | 일본   | B조    |
| 2001년 6월 4일  | 카메룬 | 2 - 0  | 캐나다 | B조    |

### 2002년 FIFA 월드컵
| 날짜            | 팀 1       | 스코어 | 팀 2     | 라운드       |
| --------------- | ---------- | ------ | -------- | ------------ |
| 2002년 6월 1일  | 아일랜드   | 1 - 1  | 카메룬   | E조 1차전    |
| 2002년 6월 3일  | 크로아티아 | 0 - 1  | 멕시코   | G조 1차전    |
| 2002년 6월 15일 | 덴마크     | 0 - 3  | 잉글랜드 | 16강전 2경기 |

틀:알비렉스 니가타